# Вестенес
Вестенес (нід. Westenesch) — селище в нідерландській провінції Дренте. Входить до муніципалітету Еммен.
Його площа становить 0,64 км², а населення станом на 2021 рік складало 170 осіб.
Перша згадка про населений пункт датується 1362 роком.

## Галерея

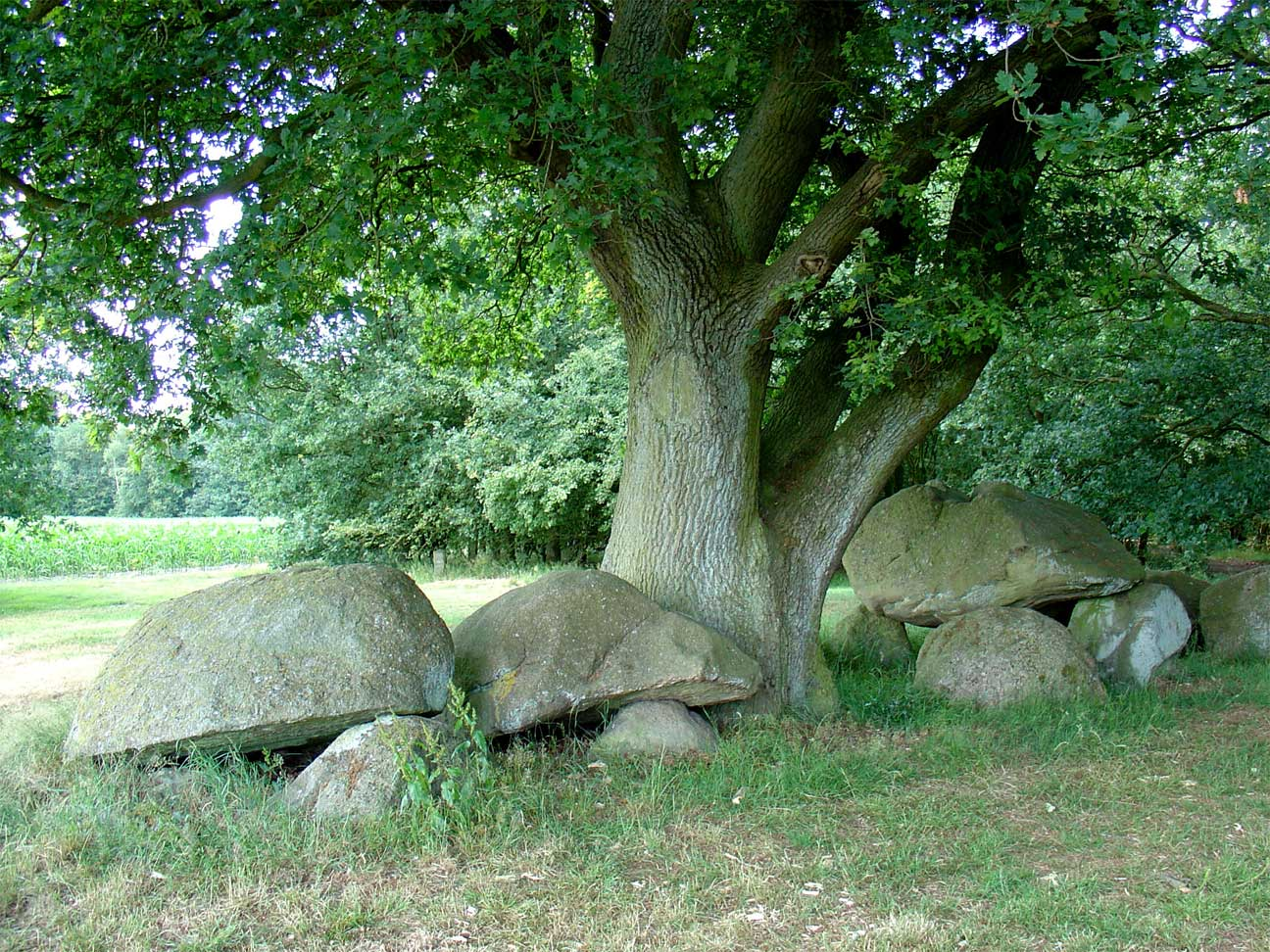
Дольмен D42 поблизу села
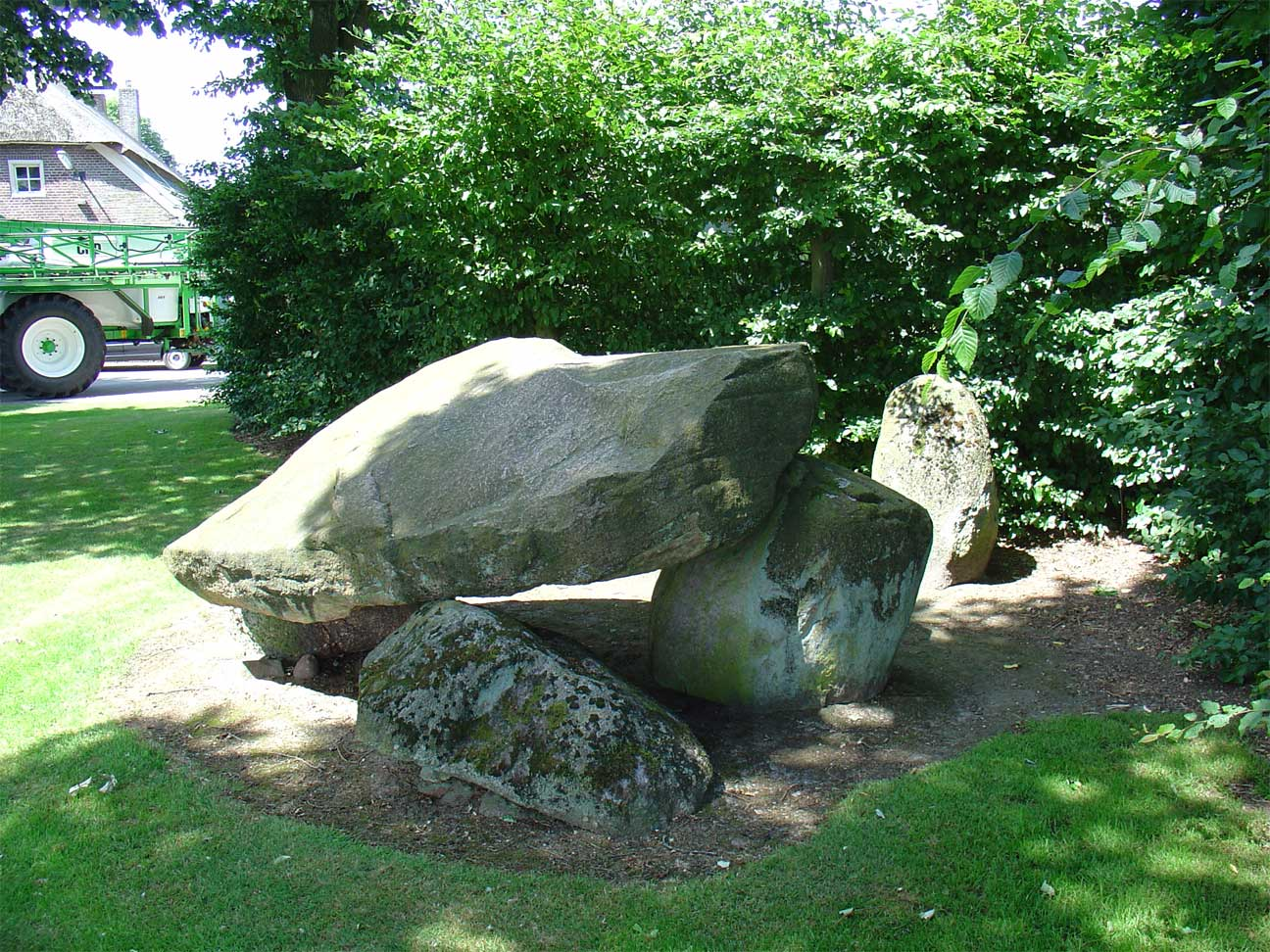
Дольмен D44 поблизу села